# Hahuamis
Hahuamis je pleme američkih Indijanaca iz grupe Kwakiutla, porodica Wakashan, nastanjenih na Wakeman Soundu u kanadskoj provinciji Britanska Kolumbija. Populacija im je 1901. iznosila 63. Bili su podijeljeni na 3 gensa (pl. gentes): Gyeksem, Gyigyilkam i Haaialikyauae. Na otoku Gilford žive u selu Kwaustums, zajedno s plemenima Tsawatenok i Guauaenok.
Njnihovo glavno selo zvalo se Okwialis (kod Hodgea, Atlalko) do negdje nakon 1865. kada su se Hahuami pridružili plemenima Gwawaenuk i Tsawatainuk (Dzawada'enuxw) u Gwayasdamsu. Godine 1886. mjesto je dodijeljeno kao rezervat Gwawaenuk, Alalco IR 8. (Dawson 1887:3, Boas 1969; Galois 1994: 112–113.).

## Vanjske poveznice
- Kwakiutl Indian Tribe History (engl.)